# Величко, Алексей Михайлович
Алексе́й Миха́йлович Вели́чко (род. 22 апреля 1963, город Таганрог) — советский, российский юрист, правовед, доктор юридических наук (2000; значительная часть докторской диссертации — плагиат), заслуженный юрист Российской Федерации (2009), действительный государственный советник юстиции Российской Федерации 2 класса (2009). Автор работ по истории Византии, византийских императоров, крестовых походов, церковному праву.

## Биография
Родился 22 апреля 1963 года в городе Таганрог Ростовской области.
В 1981—1983 годах — срочная служба в рядах Вооружённых сил СССР, в 1984—1988 годах — в органах внутренних дел.
В 1990 году окончил юридический факультет Ленинградского государственного университета по специальности правоведение.

### Научная и преподавательская деятельность
В 1995 году защитил диссертацию на соискание учёной степени кандидата юридических наук по теме «Учение Б. Н. Чичерина о праве и государстве» (специальность 12.00.01 — Теория и история права и государства; история правовых учений).
В 2000 году защитил диссертацию на соискание учёной степени доктора юридических наук по теме «Государственно-правовые идеалы России и Запада: соотношение культур» (специальность 12.00.01 — Теория и история права и государства; история правовых учений).
В 1999—2010 годы — профессор (по совместительству) Санкт-Петербургского университета МВД России.
В 2000—2001 годы — профессор (по совместительству) Юридического института (Санкт-Петербург).
Учёное звание — доцент (2001).

### Государственная служба
Работал на различных должностях в адвокатуре, органах юстиции Санкт-Петербурга, органах государственной власти Ленинградской области, в Конституционном суде. С февраля 2006 года по июнь 2008 года — помощник полномочного представителя Президента Российской Федерации в Приволжском Федеральном округе. 23 июня 2008 года назначен на должность заместителя Министра юстиции Российской Федерации. 22 января 2010 года назначен на должность заместителя директора Федеральной службы исполнения наказаний.
Действительный государственный советник юстиции Российской Федерации 3 класса (2006), 2 класса (2009).

## Научные интересы
Область научных интересов Алексея Величко охватывает правоведение, церковное право, вопросы соотношения правовых культур России и Запада.
Согласно данным «Диссернета», значительная часть докторской диссертации Алексея Величко является некорректным заимствованием из двух других источников:

Рассматриваемая диссертация на стр. 45-167 почти до последней запятой совпадает с фрагментами из докторской диссертации Ромашова Р. А., при этом нет ни одного упоминания ни имени, ни работы Ромашова Р. А. Примечательно, что совпадения касаются не только собственно текстов работ, ссылок на труды третьих лиц, но и на комментарии и примечания, которые соискатели делают по ходу рассуждения (например, проникшись взглядами Ромашова Р. А., в примечании на стр. 48 соискатель вместо своих инициалов даже использует инициалы первого*).
Во втором фрагменте (стр. 272—285) различий уже больше. Так, «конституционный строй» заменяется на «государственный строй» (стр. 272), к «социальному либерализму» добавляется определение «западной ориентации» (стр. 275) и т. д. Что касается стр. 248—271, текст на которых совпадает с текстом из диссертации Талянина В. В. (заметим, Талянин В. В. защищал диссертацию под научным руководством Ромашова Р. А.), то такой же солидарности взглядов, как в случае с Ромашовым Р. А., здесь не наблюдается. Время от времени можно найти правки адаптирующего характера, не меняющие содержания сказанного. Например, «законность» заменяется на «право», «законные рамки» — на «правовые рамки» (стр. 248, 267, 269), «революционная законность» — на «социалистическую законность» (стр. 257) и т. д.
— Материал сайта Диссернет.

## Публикации

### Монографии
- Величко А. М. Государственные идеалы России и Запада. Параллели правовых культур. — СПб.: Изд-во Юридического института, 1999. — 235 с. — ISBN 5-86247-024-7.
- Величко А. М. Христианство и социальный идеал: философия, право и социология индустриальной культуры. — М.; СПб.: Фонд «Университет», 2000. — 544 с. — ISBN 5-93598-027-4.
- Величко А. М. Философия русской государственности. — СПб.: Изд-во Юридического института, 2001. — 336 с. — ISBN 5-86247-035-2.
- Величко А. М. Церковь и император в византийской и русской традиции (историко-правовые очерки). — СПб.: Изд-во Юридического института, 2006. — 237 с. — ISBN 5-86247-075-1.
- Величко А. М. Политико-правовые очерки по истории Византийской империи. — М.: Изд. ФондИВ, 2008. — 312 с. — (Имперская традиция). — ISBN 978-5-91399-007-5.
- Величко А. М. История византийских императоров. В 5 тт. — М.: Изд. ФИВ, 2009. — (Имперская традиция). — ISBN 978-5-91399-010-8.
- Величко А. М. Герои крестовых походов, которые изменили мир. — М.: Наше Завтра, 2022. — 446 с. — ISBN 978-5-6046836-6-8.
- Величко А. М., Саввин А. В., Силантьев Р. А. Учимся соблюдать закон. — М.: Изд. центр РГУ нефти и газа имени И. М. Губкина, 2012. — 54 с.
- Величко А. М., Эбзеев Б. С., Варлен М. В., Комарова В. В., Лебедев В. А. Конституционное право Российской Федерации. Учебник. — М.: Проспект, 2017. — 455 с. — ISBN 978-5-392-25740-9.

### Статьи
- Величко А. М. Политико-правовой статус византийских императоров: Историческое и идейное изменение их полномочий
- Величко А. М. Церковное право не бывает временным // НГ-религии, 4.12.2018

### Редактирование
- Православная государственность: 12 писем об Империи. Сб. статей / Под ред. А. М. Величко, М. Б. Смолина. — СПб.: Изд. Юридического института, 2003. — 304 с. — ISBN 5-86247-057-3

## Награды
- Почётное звание заслуженный юрист Российской Федерации (2009)[10]